# Sääse, Tallinn
Sääse är en stadsdel i Estlands huvudstad Tallinn, belägen i stadens sydvästra del i norra delen av stadsdelsområdet Mustamäe. Befolkningen uppgick till 8 981 invånare i januari 2017.
Namnet Sääse kommer från estniskans ord för "mygga", och gatan Sääse tänav som anlades här vid 1900-talets början genom en våtmark i trakten av Sääse och nuvarande Rabaküla.  De första enfamiljshusen i området uppfördes från 1915 och framåt. I slutet av 1930-talet uppfördes enklare enfamiljshus vid Sääse tänav som del av ett statligt program med subventionerat tomtarrende för låginkomsttagare. Även på andra gator uppfördes bostäder, men kring Metsa tänav var tomterna i privat ägo istället.
Under sovjetepoken efter andra världskriget tog bostadsbyggandet åter fart i området. År 1970 påbörjades uppförandet av fem- och niovåningshus av prefabricerade betongelement i området i likhet med bebyggelsen i större delen av Mustamäeområdet. År 2003 uppfördes nya bostäder i områdets sydöstra del.